# Палеохори (дем Кушница)
Вижте пояснителната страница за други значения на Палеохори.
Палеохори (на гръцки: Παλαιοχώρι, катаревуса Παλαιοχώριον, Палеохорион) е село в Егейска Македония, Гърция, дем Кушница, област Източна Македония и Тракия.

## География
Селото е разположено на 220 m в североизточните склонове на планината Кушница (Пангео). Отдалечено е от Правища (Елевтеруполи) на 8 километра в северозападна посока.

## История

### Античност и Средновековие
Източно над Палеохори е античната и средновековна крепост Вранокастро.

### В Османската империя
В края на XIX век Палеохори е смесено гръцко-турско село в Правищка каза на Османската империя.
Александър Синве ("Les Grecs de l’Empire Ottoman. Etude Statistique et Ethnographique"), който се основава на гръцки данни, в 1878 година пише, че в Палеохори (Palaio-khori) живеят 420 гърци. В селото работи училище.
В края на XIX век Васил Кънчов пише, че Палихор е гръцко село със 150 къщи, между които има и малко турци. Към 1900 година според статистиката на Кънчов („Македония. Етнография и статистика“) в Палихор живеят 450 турци и 500 гърци.
По данни на секретаря на Българската екзархия Димитър Мишев („La Macédoine et sa Population Chrétienne“) в 1905 година в Палихор (Palihor) има 500 гърци.

### В Гърция
В 1913 година селото попада в Гърция след Междусъюзническата война. През 20-те години турското му население се изселва по споразумението за обмен на население между Гърция и Турция след Лозанския мир и на негово място са заселени 1051 гърци бежанци, които в 1928 година са 170 семейства с 662 души, като селото е смесено местно-бежанско. Българска статистика от 1941 година показва 2416 души.
Населението традиционно отглежда тютюн и жито.
| Име         | Име           | Ново име | Ново име  | Описание                                   |
| ----------- | ------------- | -------- | --------- | ------------------------------------------ |
| Геч Гьолу   | Γκέτς Γιουλοῦ | Пигади   | Πηγάδι    | местност С от Палеохори                    |
| Кьорин      | Κιόριν        | Пигес    | Πηγές     | местност СЗ от Палеохори                   |
| Думуз       | Ντομοὺζ       | Фламурия | Φλαμουριά | връх в Кушница, ЮИ от Палеохори            |
| Драфцостепе | Δράφτσος      | Панагия  | Παναγιά   | връх в Кушница, (853,7 m), Ю от Палеохори  |
| Мешилик     | Μεσιλίκ       | Оросимон | Ὁρόσημον  | връх в Кушница, (853,7 m), ЮИ от Палеохори |
| Парсигюлу   | Παρσάγιουλου  | Заркадия | Ζαρκάδια  | връх в Кушница, (853,7 m), ЮЗ от Палеохори |

| Година    | 1913 | 1920 | 1928 | 1940 | 1951 | 1961 | 1971 | 1981 | 1991 | 2001 | 2011 | 2021 |
| --------- | ---- | ---- | ---- | ---- | ---- | ---- | ---- | ---- | ---- | ---- | ---- | ---- |
| Население | 1265 | 1168 | 1892 | 2634 | 2263 | 2285 | 1843 | 1754 | 1587 | 1604 | 1404 | 1114 |

## Личности
Родени в Палеохори
- Али Танръяр (1914 - 2017), турски политик, бивш вътрешен министър и президент на Галатасарай
- Теодорос Григориадис (р. 1956), гръцки писател